# Marianne Baecker
Marianne Baecker (* 25. Januar 1903 in Gardelegen; † 23. Dezember 1954 in Hannover) war eine deutsche Widerstandskämpferin gegen den Nationalsozialismus.

## Leben
Baecker besuchte das Lyzeum in Hannover. Nach ihrem Gesangsstudium arbeitete sie 1928/29 als Gesangslehrerin am Landestheater in Rudolstadt. Im Januar 1932 trat sie der KPD bei. Sie war die Mitverfasserin einer anti-nationalsozialistischen Flugschrift, die Ende März/Anfang April 1933 in Hannover verteilt wurde. Im November 1933 wurde sie vom Oberlandesgericht Hamm zu einem Jahr Gefängnis verurteilt. Nach ihrer Entlassung setzte sie ihre Widerstandstätigkeit fort. Baecker schloss sich der Gruppe Adolfs, einer kommunistischen Widerstandsorganisation bei der Firma Hanomag in Hannover-Linden, an und war an der Herstellung und Verbreitung illegaler Schriften beteiligt, die sowohl über die steigende Rüstungsproduktion bei der Hanomag sowie anderen Rüstungsbetrieben als auch über die Zustände in Zuchthäusern und Konzentrationslagern informierten. Einem Gestapobericht zufolge verkaufte Baecker bei der Hanomag und der Firma Sichel monatlich etwa 1000 Exemplare der Neuen Arbeiter Zeitung und nahm zirka 200 Reichsmark durch Beiträge und Materialverkauf ein. 
Im Februar 1935 wurde sie erneut verhaftet und mit weiteren dreißig Angeklagten im September 1935 verurteilt, wobei Baecker mit zehn Jahren Zuchthaus die höchste Strafe erhielt, die sie im Zuchthaus Ziegenhain verbrachte. 
Krank und gezeichnet von den Folgen der Haft erlebte sie die Befreiung. 1954 schied sie durch Selbstmord aus dem Leben.

## Ehrungen

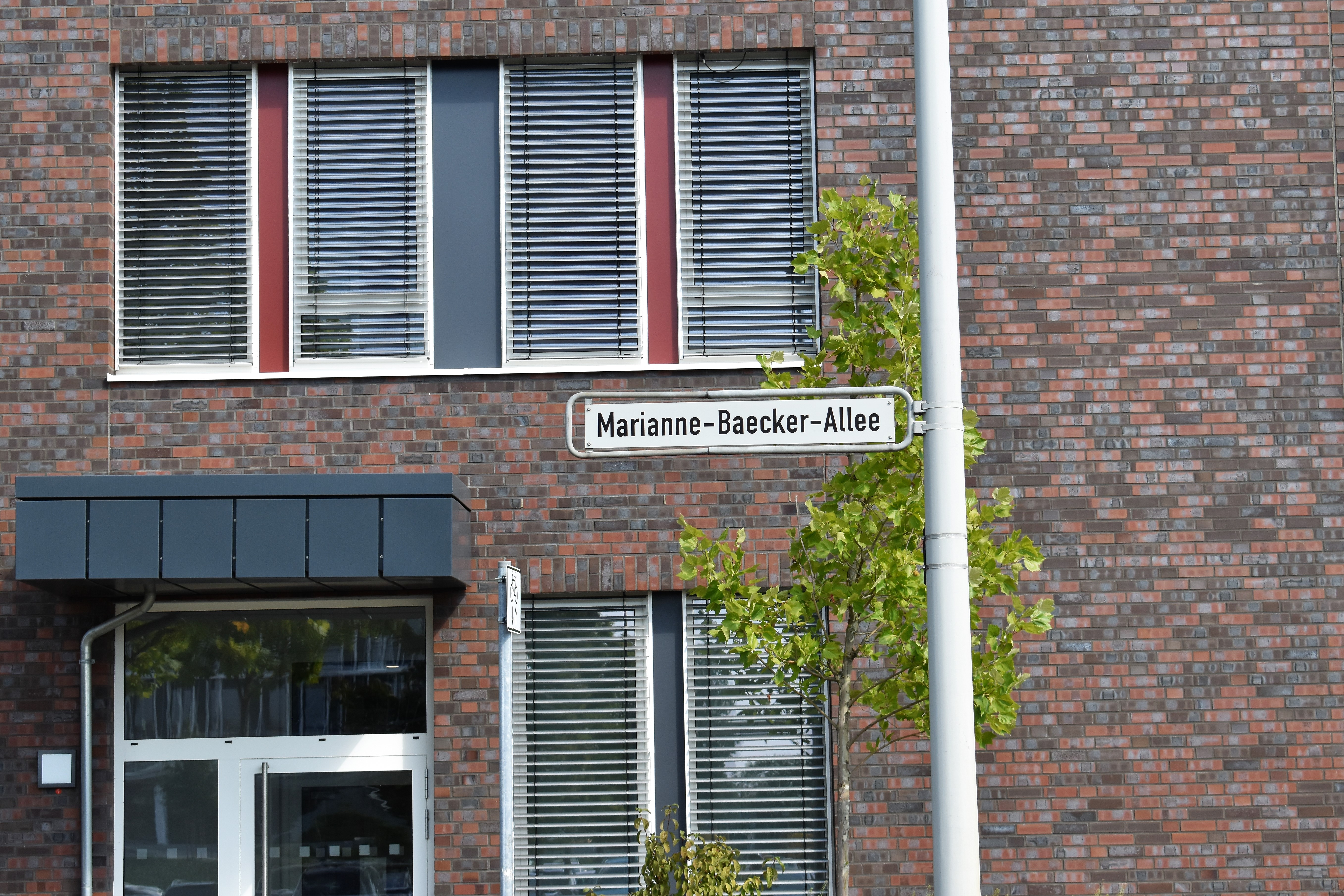
Die Marianne-Baecker-Allee in Hannover-Linden-Süd

Seit 2000 ist die Marianne-Baecker-Allee in Hannover-Linden nach ihr benannt.